# Idsjön, Hälsingland
Idsjön är en sjö i Hudiksvalls kommun i Hälsingland och ingår i Harmångersån-Delångersåns kustområde. Sjön har en area på 0,216 kvadratkilometer och ligger 38 meter över havet.

## Delavrinningsområde
Idsjön ingår i det delavrinningsområde (684257-156912) som SMHI kallar för Mynnar i 684456-156822. Medelhöjden är 35 meter över havet och ytan är 6,72 kvadratkilometer. Det finns inga avrinningsområden uppströms utan avrinningsområdet är högsta punkten. Vattendraget som avvattnar avrinningsområdet har biflödesordning 2, vilket innebär att vattnet flödar genom totalt 2 vattendrag innan det når havet efter 1,1 kilometer. Avrinningsområdet består mestadels av skog (60 procent) och jordbruk (12 procent). Avrinningsområdet har 0,21 kvadratkilometer vattenytor vilket ger det en sjöprocent på 3,2 procent. Bebyggelsen i området täcker en yta av 0,19 kvadratkilometer eller 3 procent av avrinningsområdet.